# Bacówka PTTK Pod Małą Rawką
Bacówka PTTK Pod Małą Rawką – schronisko turystyczne PTTK położone na terenie Bieszczadzkiego Parku Narodowego, u podnóża Małej Rawki. Usytuowane jest na wysokości 930 m n.p.m., przy zielonym szlaku z Przełęczy Wyżniańskiej na Małą Rawkę, 900 m od wielkiej obwodnicy bieszczadzkiej.
Bacówka powstała w 1979 roku i funkcjonuje nieprzerwanie do dzisiaj. Dysponuje 30 miejscami noclegowymi w pokojach 2-, 3- i wieloosobowych oraz noclegami zastępczymi na podłodze. Obok budynku jest możliwość rozbicia namiotu (tylko dla turystów pieszych).

## Pieszy szlak turystyczny
Wetlina Kościół – Dział – Mała Rawka – Bacówka PTTK „Pod Małą Rawką” – Przełęcz Wyżniańska – Połonina Caryńska – Przysłup Caryński – Koliba Studencka – Magura Stuposiańska

## Bibliografia

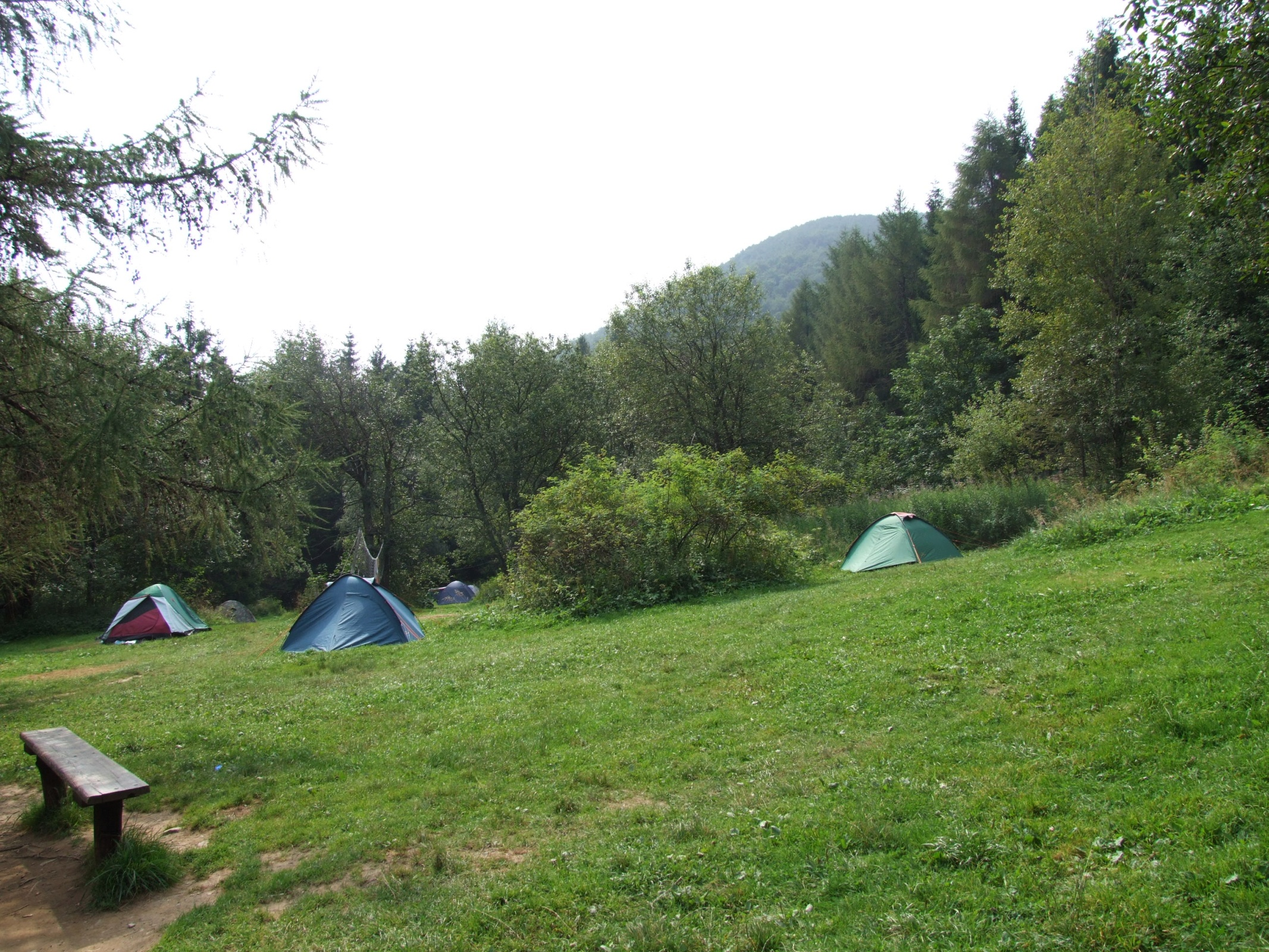
Pole namiotowe przy bacówce